# Phyllanthus glaucinus
Phyllanthus glaucinus là một loài thực vật có hoa trong họ Diệp hạ châu. Loài này được (Miq.) Müll.Arg. miêu tả khoa học đầu tiên năm 1863.